# Massif de la Serre
Ne doit pas être confondu avec Serres calabraises.
Le massif de la Serre est un massif granitique français situé dans le Nord du département du Jura. Son altitude maximale ne dépasse pas 400 mètres. Essentiellement couvert de forêts (hêtres, conifères), il a la particularité d'être le seul massif granitique du département du Jura, dans un environnement de roches calcaires et de bassins tertiaires.

## Géographie

### Situation, topographie
Le massif est situé entre Dole et Saligney, dans le département du Jura, en région Bourgogne-Franche-Comté, dans l'Est de la France. Besançon se trouve à 35 km à l'est et Dijon à 45 km à l'ouest-nord-ouest. Le point culminant s'élève à 392 mètres d'altitude dans le bois de Malange, près de l'extrémité nord-est du massif. Le relief domine de plus de 100 m les dépressions environnantes.

### Géologie

#### Orogenèse
Le massif de la Serre est le vestige, avec les Vosges et le Massif central, d'une immense chaîne montagneuse de l'ère primaire, comparable à l'Himalaya : la chaîne hercynienne. Cette chaîne a subi une puissante érosion à la fin du Paléozoïque. Ainsi, au Mésozoïque, par les mouvements de dislocation de la Pangée, la région est recouverte par les eaux marines, dans un environnement de lagunes, sous un climat aride, puis tropical. Lors de la formation du massif du Jura, la poussée venue de l'est se propage vers l'ouest et rehausse  le massif de la Serre qui perce la couche de sédiments à la manière d'un poinçon et mettant ainsi à nu les couches de l'ère primaire et du début de l'ère secondaire.

#### Géomorphologie
Le massif ancien de la Serre est un horst de socle cristallin allongé selon un axe nord-est - sud-ouest, qui perce la couverture sédimentaire mésozoïque pré-jurassique. La position insolite de cet îlot granitique, entre les Vosges et le Massif central, tiendrait à l'existence d'importantes failles hercyniennes allant des bassins de Blanzy et Autun jusqu'au sud des Vosges.
Le massif est constitué d'un réseau de failles complexe allant principalement dans le sens de l'accident profond situé entre le massif des Vosges et celui de la Serre. Ce réseau change de direction au sud du massif et prend la direction du sud-ouest à travers la Bresse. Au sud du massif, non loin d'Amange, se situe une faille importante verticale qui sépare les dépôts primaires des dépôts secondaires du Jurassique. Les failles du massif sont des failles principalement verticales et plus ou moins parallèles, montrant bien la remontée du socle au sommet du massif.

#### Pétrologie
Les roches qui affleurent dans le massif de la Serre sont principalement plutoniques (granite monzonitique, pegmatite) et métamorphiques (gneiss, mylonite). Au nord-ouest du massif, une faille est également couverte de roches volcaniques (eurite des carrières de Moissey, une ignimbrite) et sédimentaires datées du Permien. Les abords du massif sont constitués de roches du Trias, du Jurassique et du Crétacé.
Le sommet du massif est couvert d'un grès arkosique du Trias reposant en discordance sur le socle cristallin. L'érosion de ce grès donne naissance à des cavités telles que la grotte de l'Ermitage. Ce grès à gros grains a été utilisé dès le néolithique pour fabriquer des polissoirs et des meules à grains puis aux époques plus récentes pour la confection de meules de moulin.

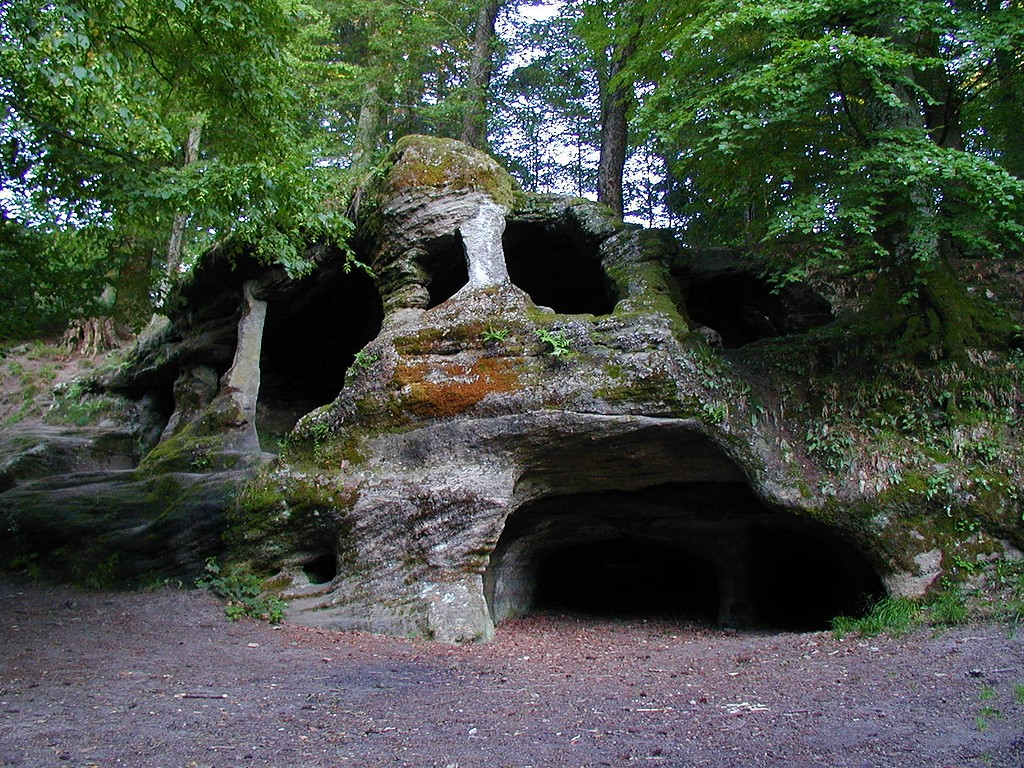
La grotte de l'Ermitage, dans le massif de la Serre
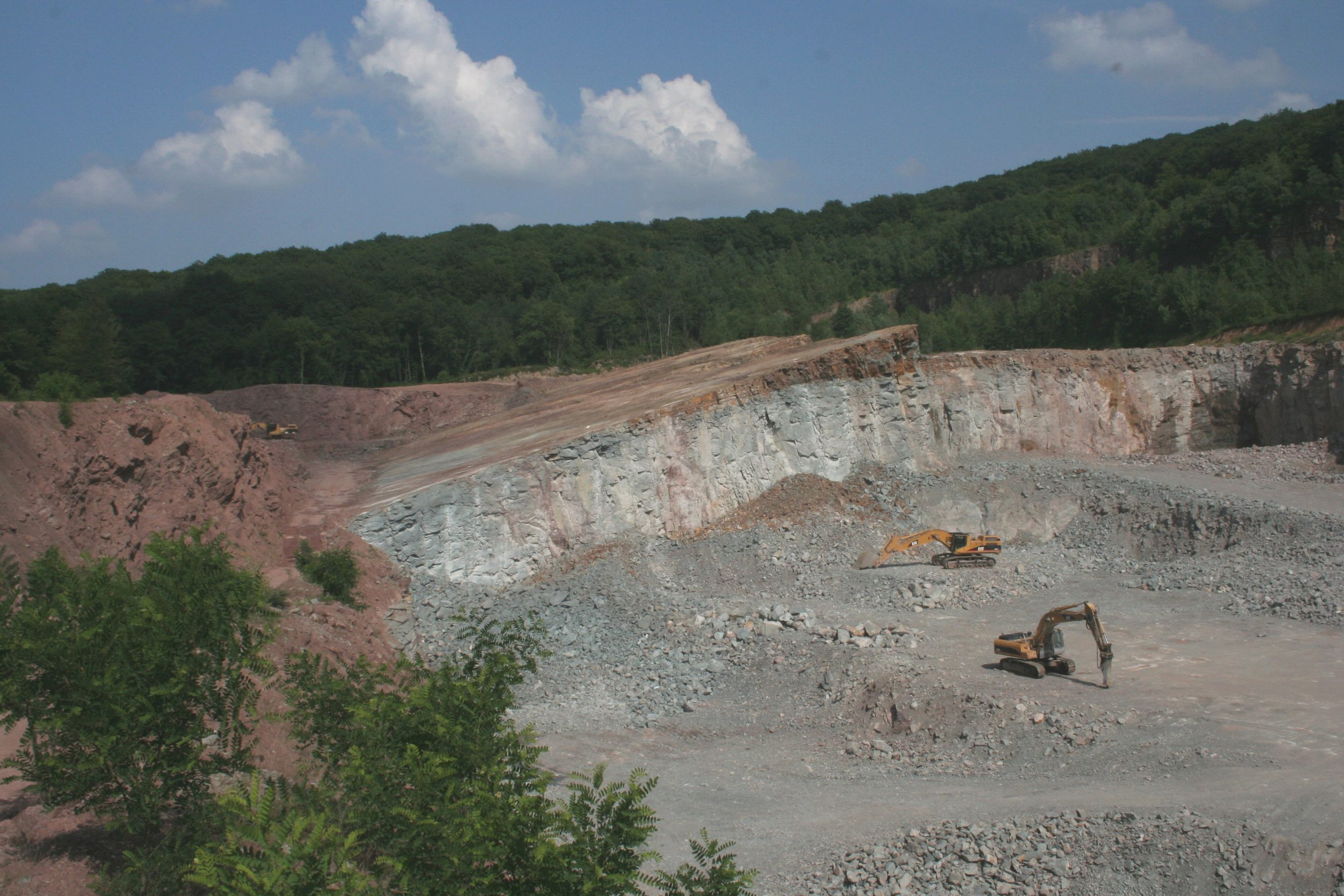
Vue du front de taille de la carrière de Moissey montrant, à gauche les conglomérats du Permien et le plan de discordance les séparant du filon d'eurite
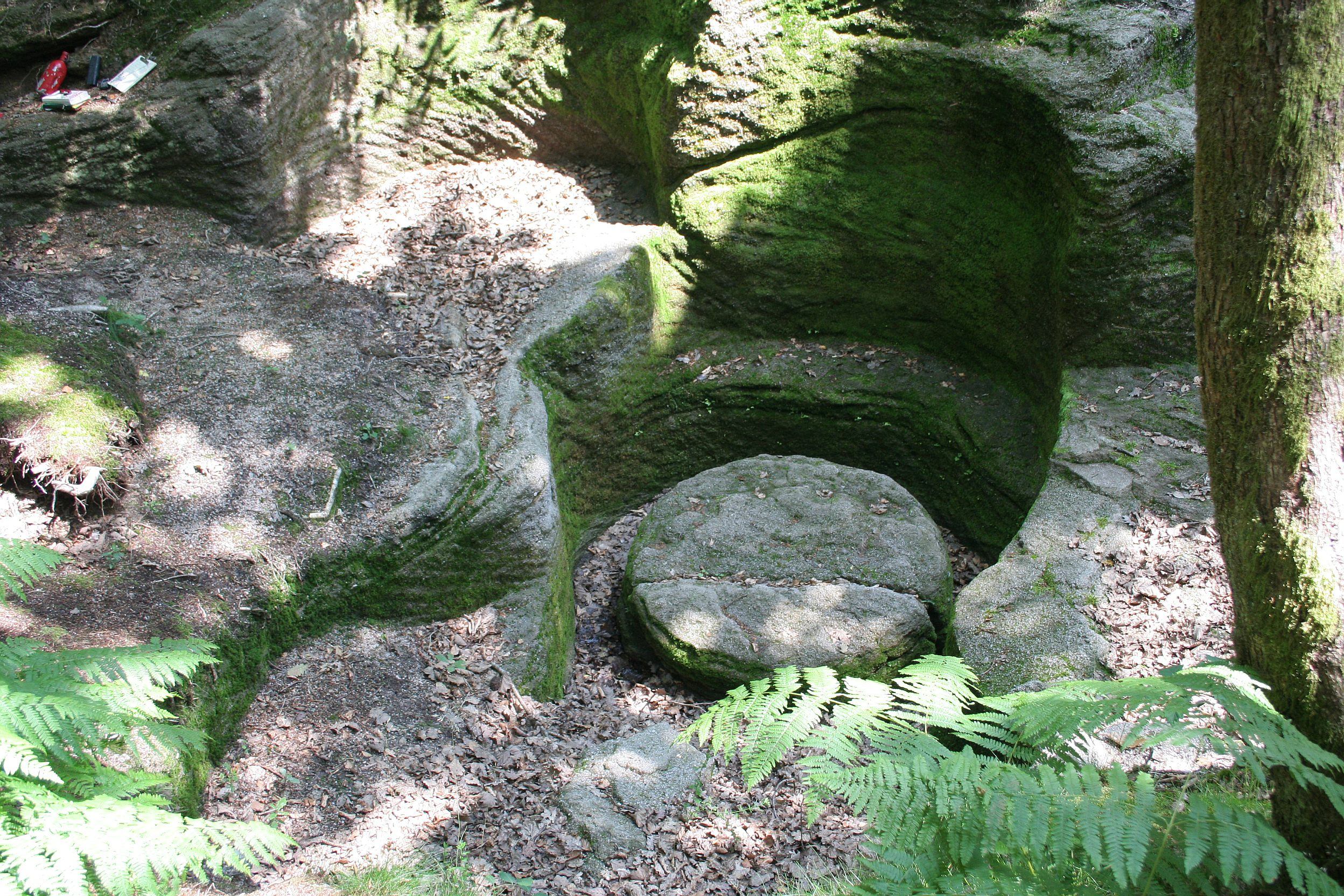
Carrière de meules en grès dégagée en 2005

### Végétation
La végétation du massif de la Serre hérite pour une large part de son sous-sol. Singularité granitique au sein d'une région calcaire, on trouve une forte population de résineux natifs (Abies) et introduits (Douglas), ainsi que des feuillus (hêtres, chênes, charmes, etc). Le feuillu le plus singulier et le plus représentatif est le châtaignier. Cette essence est en effet plus représentative du sud-ouest de la France. Cela lui vaut d'être fêté chaque automne lors de la « fête de la châtaigne » à Serre-les-Moulières. On trouve également bon nombre d'espèces de champignons comestibles dont, entre autres, la chanterelle en tube, la trompette de la mort ainsi que le cèpe de Bordeaux. Tout comme sa voisine, la forêt de Chaux, la forêt de la Serre est très prisée des cueilleurs de champignons. La pression importante de cueillette tend à raréfier les espèces comestibles, malgré des variations de pousse notables en fonction des années, qui tendent à relativiser ces observations.

## Patrimoine historique
La commune et le massif de la Serre ont connu une occupation préhistorique et protohistorique. C'est à Malange qu'ont été découvertes et explorées au début des années 2000 plusieurs « minières » (petites carrières) préhistoriques ou protohistoriques d'extraction de pierres de meules de type « va-et-vient » (avec des ébauches de meules et de molettes). C'est la première découverte de ce type faite en France. Faute de charbon de bois ou d'autres restes organiques, en raison de l'acidité naturelle du sol probablement, le site n'a pas pu être précisément daté au radiocarbone.
On trouve la croix pattée, taillée dans l'arkose, aux intersections des sommières forestières de ce massif. Les villages de Frasne-les-Meulières et de Serre-les-Moulières gardent le nom de l'époque où l'on tirait des carrières du massif de la Serre les meules et les croix pattées fabriquées en arkose.

## Protection environnementale
Le massif de la Serre est un site Natura 2000, N°FR4301318, classé sur une surface de 4 400 hectares.

### Menace sur le site
En mars 2011, après 4 refus consécutifs, la Société des carrières de Moissey, filiale du Groupe Bouygues, a effectué une nouvelle demande d'extension de ses activités ayant pour conséquence la destruction de l'habitat d'espèces protégées. Ce projet, motivé par des intérêts financiers privés, suscite une vive opposition de la part des associations et des populations locales.
L'autorisation d'exploiter est accordée pour cinq ans et renouvelée en 2016 pour douze années supplémentaires dont deux de remise en état.